# 威華航業
威華航業有限公司，簡稱威華航業（英語：WAI WAH SHIPPING CO., LIMITED，港交所除牌時0282.HK），在1981年建立，並曾在8月6日於香港交易所主板上市。
業務當時經營物流、航運類別，由於航運經營困難，在1988年，被聯合集團有限公司收購，1988年3月7日，更名為百樂門發展有限公司（百樂門印刷集團有限公司，以及百樂門出版集團有限公司前身）再在2000年2月16日，已被壹傳媒有限公司換取上市。

## 連結
- NextMedia.com（页面存档备份，存于）